# Frans Nielsen
Frans Nielsen (Herning, 24 aprile 1984) è un hockeista su ghiaccio danese.

## Carriera
Dopo aver giocato in patria nella stagione 2000/01 con l'Herning Blue Fox, è approdato in Svezia, vestendo per quattro anni la maglia dei Malmö Redhawks e per un anno quella del Timrå IK.
Nella stagione 2006/07 è approdato in NHL con i New York Islanders, in cui è rimasto fino all'annata 2015/16, eccezion fatta che per tre periodi: due in AHL con i Bridgeport Sound Tigers (2006/07 e 2007/08) e uno in Finlandia con il Lukko (2012/13).
Dal 2016/17 milita in NHL con i Detroit Red Wings.
Con la nazionale danese ha preso parte a diverse edizioni dei campionati mondiali a partire da quella del 2003.

## Palmarès

### Canada Cup/World Cup
- 1 medaglia (con il Team Europa):
  - 1 argento (Toronto 2016)